# Francescane ancelle di Maria
Le Francescane ancelle di Maria (in francese Franciscaines servantes de Marie) sono un istituto religioso femminile di diritto pontificio: le suore di questa congregazione pospongono al loro nome la sigla F.A.M.

## Storia
La congregazione fu fondata in Francia da Marie-Virginie Vaslin (1820-1873): nel 1852 avviò un'opera assistenziale a favore delle giovani che prestavano servizio domestico presso le famiglie di Blois e il 10 ottobre 1855, assieme alle sue collaboratrici, vestì l'abito religioso a Le Mans.
Nel 1864 le religiose (dette in origine semplicemente Ancelle di Maria) adottarono la regola del terz'ordine regolare di San Francesco (vennero aggregate all'ordine cappuccino nel 1926); ricevettero il pontificio decreto di lode il 17 dicembre 1901 e le loro costituzioni furono approvate definitivamente dalla Santa Sede il 30 maggio 1957.

## Attività e diffusione
Le suore si dedicano alla cura di anziani e ammalati, all'istruzione in scuole di vario grado, alle opere parrocchiali.
Oltre che in Francia, sono presenti in Ciad, Madagascar, India e Regno Unito; la sede generalizia è a Blois.
Alla fine del 2008 la congregazione contava 460 religiose in 65 case.